# Ratinger Hof
Le Ratinger Hof était un centre culturel et le lieu de rencontre de la culture underground en Allemagne dans les années 1970 et au début des années 1980. Le bar situé dans la vieille ville de Düsseldorf au 10 Ratinger Straße accueille les premiers concerts des artistes punks.

## Histoire
Le Ratinger Hof est jusqu'à la fin de 1975 est un bar ordinaire avec un ciel étoilé au plafond, des tables recouvertes de tapis et un juke-box. Les psychédéliques du Creamcheese, les punks ainsi que les rockers et les quelques mods de la région de Düsseldorf s'y rencontrent. De 1974 à 1979, Carmen Knoebel et Ingrid Kohlhöfer (l'épouse de Christof Kohlhöfer) sont les gérantes. En 1976, le Ratinger Hof subit un changement par l'artiste Imi Knoebel. Tous les murs sont peints en blanc et un éclairage néon lumineux est acheté. Les rockeurs et les vieux hipsters préfèrent aller dans d'autres bars. Sur la scène se donnent des concerts de célèbres groupes punk comme 999, Wire, XTC, Dexys Midnight Runners, Pere Ubu, S.Y.P.H., Mittagspause, Fehlfarben, Male, Charley's Girls, Family 5, DIN A Testbild, Minus Delta t, Die nachdenklichen Wehrpflichtigen. ZK y donne son premier concert. D'autres groupes importants fondés à proximité du Ratinger Hof sont KFC, Deutsch-Amerikanische Freundschaft, Fred Banana Combo, Mania D et Östro 430. De nombreux jeunes musiciens y viennent après l'école en début d'après-midi. Carmen Knoebel permet aux groupes de répéter pendant la journée dans la cave. La musique est présentée entre 1979 et 1984 par les DJS Markus Oehlen, Jimmy Radant, Detlef Lamprecht, Xaõ Seffcheque, Waldi (Waldemar Jaeger) et Ziggy P (Siegfried Abrolat).
L'académie des beaux-arts de Düsseldorf se situe à 300 mètres du bar. On peut donc y rencontrer des plasticiens comme Blinky Palermo, Imi Knoebel, Katharina Sieverding, Sigmar Polke, Thomas Ruff, Thomas Schütte, Axel Hütte, Trini Trimpop, Muscha, Christof Kohlhöfer, Klaus Mettig, A. R. Penck, Markus Oehlen, Jörg Immendorff ou Joseph Beuys. La Kunstsammlung Nordrhein-Westfalen présente en 2010 l'exposition Auswertung der Flugdaten, Kunst der 80er. Eine Düsseldorfer Perspektive, les œuvres d'artistes de renommée internationale d'aujourd'hui qui étaient des invités réguliers du Ratinger Hof.
La scène Ratinger-Hof fait l'objet d'un documentaire de Reda El Scherif et Konstantin Koewius avec Peter Hein, Andi Meurer, Carmen Knoebel, Jonny Bauer, Kurt Dahlke, Jürgen Krause, Monique Maassen, Armin Campari et Eva Maria Goessling. Les institutions comparables à Berlin sont le SO36 et le Dschungel. Après la fermeture du Ratinger Hof en 1989, le bâtiment abrite temporairement un établissement techno, géré par Rolf Maier-Bode. En 2003, le rock revient quand un nouvel établissement se baptise Stone.

## Source de la traduction
- (de) Cet article est partiellement ou en totalité issu de l’article de Wikipédia en allemand intitulé « Ratinger Hof » (voir la liste des auteurs).

1. ↑  (de) Swantje Karich, « Im Geist von Beuys », Frankfurter Allgemeine Zeitung,‎ 11 septembre 2010 (lire en ligne)